# Karl Mueller
Karl Mueller (* 27. Juli 1963 in Minneapolis; † 17. Juni 2005 ebenda) war ein US-amerikanischer Rockmusiker. 1983 war Mueller Gründungsmitglied und Bassgitarrist der Grungeband Soul Asylum, mit der er Anfang der 1990er Jahre internationale Erfolge feierte. Zuvor hatte Mueller gemeinsam mit den Soul-Asylum-Mitgliedern Dan Murphy und Dave Pirner 1981 die Punkband Loud Fast Rules gegründet.
Im Mai 2004 wurde bei Mueller Kehlkopfkrebs diagnostiziert. In der Folge wurden zahlreiche Benefizkonzerte veranstaltet, um Muellers medizinische Behandlung gewährleisten zu können. Beim Rock-For-Karl-Konzert am 23. Oktober 2004 in Minneapolis gab es eine Reunion der Band Hüsker Dü, die gemeinsam mit Soul Asylum und den Replacements, deren geplante Reunion zu diesem Anlass nicht zustande kam, Mitte der 1980er Jahre für Aufmerksamkeit für alternative Musik aus Minneapolis gesorgt hatten. Außerdem fand am 11. Dezember 2004 das von Jay Farrar organisierte Mound City Music Fest statt, um Gelder für Mueller und den an Hepatitis C erkrankten Alejandro Escovedo zu sammeln. Bei dieser Gelegenheit gab es eine Reunion der Americana-Band Son Volt.
Soul Asylum begannen vor Bekanntwerden der Krankheit mit der Arbeit an einem neuen Album, an dem Mueller auch während der laufenden Krebstherapie mitarbeitete. Am 17. Juni 2005 erlag er im Alter von 41 Jahren seiner Krankheit. The Silver Lining wurde postum im Jahr 2006 veröffentlicht.